# Karel Roden
Karel Roden (Praga, 18 de mayo de 1962-) es un actor checo conocido por sus papeles en las películas Hellboy y The Bourne Supremacy.

## Biografía
Perteneciente a una familia de actores, su padre es el actor Karel Roden, su hermano el actor Marian Roden y su abuelo el actor Karel Roden, st.
Estudió arte teatral en Praga, se graduó de la escuela de cerámica y luego fue admitido a la Academia de las Artes Escénicas. Posteriormente fue a Gran Bretaña, donde mejoró su inglés y asistió a las clases de actuación.

## Carrera
En el 2001 interpretó al asesino Emil Slovak en el thriller psicológico 15 Minutes protagonizado por Robert De Niro.
En el 2002 apareció en la película Blade II donde interpretó a Kounen, un abogado al servicio de un clan de vampiros (debido a su fuerte acento, su voz fue doblada por otro actor en la película).
En el 2003 interpretó al malvado y loco nazi Strucker en la película Bulletproof Monk.
En el 2004 apareció en la película Hellboy donde interpretó al villano Grigori Efimovich Rasputin. Ese mismo año interpretó a Yuri Gretkov, uno de los cómplices de Ward Abbott en el robo del dinero a la CIA. en la película The Bourne Supremacy.
En el 2006 apareció en la película Running Scared donde interpretó a Anzor Yugorsky, el agresivo padrastro de Oleg Yugorsky (Cameron Bright).
En el 2007 dio vida a Emil Dachevsky en la película Mr. Bean's Holiday.
En el 2008 apareció en la película RocknRolla donde interpretó al magnate ruso Uri Omovich. También apareció en la película Largo Winch donde dio vida a Mikhal Korsky, un rico excomerciante de armas antiguas. Ese mismo año prestó su voz para el personaje de Mikhail Faustin en el videojuego Grand Theft Auto IV e interpretó a Frantisek Dousa en la película Hlidac c.47, por su interpretación Karel recibió un premio Czech Lion.
En el 2009 dio vida al doctor Varava en la película de horror Orphan.
En el 2012 se unió al elenco recurrente de la serie Missing donde interpretó a Victor Azimoff, un ex-espía ruso.
En el 2013 apareció como invitado en la primera temporada de la serie Crossing Lines donde interpretó a Lev Marianski, un hombre cuya exesposa Caroline Pelletier (Estelle Lefébure) decide orquestar el secuestro de su hijo Maxim para vengarse de él. Karel regresó a la serie durante la segunda temporada en el 2014.

## Filmografía

### Películas
| Año  | Título                         | Personaje           | Notas |
| ---- | ------------------------------ | ------------------- | --- |
| 2022 | Medieval                       | Wenceslaos IV       | junto a Ben Foster, Sophie Lowe, Michael Caine & Til Schweiger                                                       |
| 2015 | Fotograf                       | Jan Saudek          | junto a Vilma Cibulková, Jenovéfa Boková, Marie Málková & Patrik Dergel                                              |
| 2014 | Sword of Vengeance             | Durant              | junto a Ed Skrein, Stanley Weber, Annabelle Wallis, Dave Legeno, Edward Akrout & Gianni Giardinelli                  |
| 2014 | Krásno                         | Kos                 | junto a Ondrej Sokol, Martin Finger, Jirí Cerný, Simon Chlouba & Andrea Danková                                      |
| 2014 | Still Waters                   | Stevens             | junto a John Hannah, Margo Stilley, Stephen Billington & Christopher Sciueref                                        |
| 2013 | Frankenstein's Army            | Viktor Frankenstein | junto a Joshua Sasse, Robert Gwilym, Alexander Mercury, Luke Newberry, Hon Ping Tang, Andrei Zayats & Mark Stevenson |
| 2012 | Signál                         | Pilka               | junto a Vojtech Dyk, Krystof Hádek, Eva Josefíková, Bolek Polívka & Jirí Menzel                                      |
| 2012 | Ctyri slunce                   | Karel               | junto a Jaroslav Plesl, Anna Geislerová, Jirí Mádl, Klára Melísková & Igor Chmela                                    |
| 2011 | Alois Nebel                    | Nemý                | junto Miroslav Krobot, Marie Ludvíková, Leos Noha, Alois Svehlík & Tereza Vorísková                                  |
| 2011 | V perine                       | Tatínek             | junto Eliska Balzerová, Jirí Mádl, Karel Belohradský, Nina Divísková, Arnost Goldflam & Jana Krausová                |
| 2011 | Lidice                         | Frantisek Síma      | junto Zuzana Fialová, Zuzana Bydzovská, Roman Luknár, Ondrej Novák & Joachim Paul Assböck                            |
| 2011 | Perfidia                       | Grawienko           | corto - junto Marian Roden, Teresa Branna & Lukás Langmajer                                                          |
| 2011 | A Lonely Place to Die          | Darko               | junto a Alec Newman, Ed Speleers, Melissa George, Kate Magowan, Douglas Russell, Alan Steele & Sean Harris           |
| 2011 | Cat Run                        | Carver              | junto Paz Vega, Janet McTeer, Alphonso McAuley, Scott Mechlowicz & Christopher McDonald                              |
| 2010 | Habermann                      | Karel Brezina       | junto a Mark Waschke, Ben Becker, Hannah Herzsprung, Radek Holub & Wilson Gonzalez Ochsenknecht                      |
| 2009 | Oko                            | Vincent             | junto Catherine H. Flemming, Ivan Krúpa, Klaudie Osicková & Jürgen Prochnow                                          |
| 2009 | Orphan                         | Dr. Varava          | junto a Peter Sarsgaard, Isabelle Fuhrman, Jimmy Bennett & Margo Martindale                                          |
| 2009 | Holy Money                     | Hombre Delgado      | junto a Aaron Stanford, Joaquim de Almeida, Ben Gazzara, Suzanne Bertish & Valeria Solarino                          |
| 2009 | Knights of Blood               | Oldrich z Chlumu    | junto Klára Issová, Jan Kanyza, David Prachar, Lukás Vaculík & Markéta Hrubesová                                     |
| 2009 | Holka Ferrari Dino             | -                   | junto Tammy Sundquist & Jan Budar                                                                                    |
| 2008 | Hlidac c.47                    | Frantisek Dousa     | junto a Lucia Siposová, Václav Jirácek & Vladimír Dlouhý                                                             |
| 2008 | Largo Winch                    | Mikhail Korsky      | junto a Tomer Sisley, Kristin Scott Thomas, Predrag Manojlovic, Mélanie Thierry, Gilbert Melki & Steven Waddington   |
| 2008 | RocknRolla                     | Uri Omovich         | junto a Gerard Butler, Tom Wilkinson, Thandie Newton, Mark Strong, Idris Elba, Tom Hardy & Toby Kebbell              |
| 2008 | Bathory                        | Juraj Thurzo        | junto a Anna Friel, Hans Matheson, Franco Nero & Vincent Regan                                                       |
| 2007 | Mr. Bean's Holiday             | Emil Dachevsky      | junto a Rowan Atkinson, Emma de Caunes, Max Baldry, Willem Dafoe & Jean Rochefort                                    |
| 2006 | The Abandoned                  | Nicolai             | junto a Anastasia Hille, Valentin Ganev, Paraskeva Djukelova & Carlos Reig-Plaza                                     |
| 2006 | Summer Love                    | El Desconocido      | junto a Boguslaw Linda, Katarzyna Figura, Val Kilmer, Peter Aubrey & Anna Baniowska                                  |
| 2006 | The Last Drop                  | Sgt. Hans Beck      | junto a Laurence Fox, Louis Dempsey, Lucy Gaskell, Andrew Howard, Neil Newbon, Rafe Spall, Sean Pertwee & Billy Zane |
| 2006 | Running Scared                 | Anzor Yugorsky      | junto a Paul Walker, Cameron Bright, Alex Neuberger, Ivana Miličević, Chazz Palminteri & John Noble                  |
| 2004 | The Bourne Supremacy           | Yuri Gretkov        | junto a Matt Damon, Franka Potente, Brian Cox, Karl Urban, Gabriel Mann & Marton Csokas                              |
| 2004 | Hellboy                        | Grigori Rasputin    | junto a Ron Perlman, John Hurt, Selma Blair, Rupert Evans, Jeffrey Tambor & Doug Jones                               |
| 2003 | Bulletproof Monk               | Striucker           | junto a Yun-Fat Chow, Seann William Scott, Jaime King, Victoria Smurfit & Marcus Jean Pirae                          |
| 2002 | Blade II                       | Kounen              | junto a Wesley Snipes, Kris Kristofferson, Ron Perlman, Leonor Varela, Norman Reedus & Thomas Kretschmann            |
| 2001 | 15 Minutes                     | Emil Slovak         | junto a Robert De Niro, Edward Burns, Kelsey Grammer, Melina Kanakaredes & Oleg Taktarov                             |
| 1994 | Desideria e l'anello del drago | Principe Lisandro   | junto a Anna Falchi, Franco Nero, Sophie von Kessel, Joel Beeson. Ute Christensen & Stefania Sandrelli               |

### Series de Televisión
| Año         | Título                | Personaje              | Notas                                                                     |
| ----------- | --------------------- | ---------------------- | ------------------------------------------------------------------------- |
| 2016        | Zločin v Polné        | Profesor T. G. Masaryk | 2 episodios - miniserie                                                   |
| 2014        | Vinari                | Petr Krizan            | 2 episodios                                                               |
| 2013, 2014  | Crossing Lines        | Lev Marianski          | 4 episodios                                                               |
| 2011 - 2013 | Terapie               | Marek Posta            | 66 episodios                                                              |
| 2013        | The Wrong Mans        | Marat                  | 2 episodios                                                               |
| 2012        | Missing               | Victor Azimoff         | 4 episodios                                                               |
| 2012        | The Philanthropist    | Bayonne/Krivosheenko   | episodio "Paris"                                                          |
| 2007        | Trapasy               | -                      | -                                                                         |
| 2003        | Spooks                | Miroslav Gradic        | episodio # 1.1                                                            |
| 2001        | Cerní andelé          | -                      | episodio "May Day"                                                        |
| 1999        | The Scarlet Pimpernel | Figaro                 | episodio "The King's Ransom/The Scarlet Pimpernel and the Kidnapped King" |
| 1999        | Caraibi               | Pirata                 | miniserie                                                                 |
| 1991        | Le flic de Moscou     | -                      | episodio "Crime sous hypnose"                                             |
| 1988        | Rodáci                | -                      | -                                                                         |
| 1983        | Ohnivé zeny           | -                      | miniserie                                                                 |

### VideoJuegos
| Año  | Título              | Personaje       | Notas                           |
| ---- | ------------------- | --------------- | ------------------------------- |
| 2008 | Grand Theft Auto IV | Mikhail Faustin | prestó su voz para el personaje |

## Premios y nominaciones
| Año  | Categoría             | Premio           | Película         | Resultado |
| ---- | --------------------- | ---------------- | ---------------- | --------- |
| 2013 | Best Supporting Actor | Czech Lion Award | Ctyri slunce     | Nominado  |
| 2012 | Best Supporting Actor | Czech Lion Award | Alois Nebel      | Nominado  |
| 2012 | Best Actor            | Czech Lion Award | Lidice           | Nominado  |
| 2011 | Best Actor            | Czech Lion Award | Habermann        | Nominado  |
| 2009 | Best Actor            | Audience Award   | Hlidac c.47      | Ganador   |
| 2009 | Best Actor            | Czech Lion Award | Hlidac c.47      | Ganador   |
| 2008 | Best Actor            | Czech Lion Award | Tajnosti         | Nominado  |
| 2002 | Best Actor            | Czech Lion Award | Paralelní svety  | Nominado  |
| 2001 | Best Actor            | Czech Lion Award | Obeti a vrazi    | Nominado  |
| 2000 | Best Actor            | Czech Lion Award | Kure melancholik | Nominado  |
| 1997 | Best Supporting Actor | Czech Lion Award | Kral Ubu         | Nominado  |